# Фінал Кубка Стенлі 1993

Фінал Кубка Стенлі 1993 (англ. Stanley Cup Finals) — 101-й загалом фінал Кубка Стенлі та сезону 1992–1993 у НХЛ між командами «Монреаль Канадієнс» та «Лос-Анджелес Кінгс». Фінальна серія стартувала 1 червня в Монреалі, а фінішувала 9 червня перемогою «Монреаль Канадієнс».
У регулярному чемпіонаті «Монреаль Канадієнс» фінішували третіми в дивізіоні Адамса Конференції Принца Уельського набравши 102 очка, а «Лос-Анджелес Кінгс» посіли третє місце в дивізіоні Смайт Конференції Кларенса Кемпбела з 88 очками.
У фінальній серії перемогу здобули «Монреаль Канадієнс» 4:1. Приз Кона Сміта (найкращого гравця фінальної серії) отримав воротар «Монреаль Канадієнс» Патрік Руа.
На даний момент це останній фінал у якому кубок вдалося завоювати команді з Канади.

## Шлях до фіналу
| Західна конференція     |          |                    |                   |                                             |
| Стадія                  | Суперник | Суперник           | Загальний рахунок | Результати матчів                           |
| Чвертьфінал конференції | С2       | Калгарі Флеймс     | 4 : 2             | 6:3, 4:9, 2:5, 3:1, 9:4, 9:6                |
| Півфінал конференції    | С1       | Ванкувер Канакс    | 4 : 2             | 2:5, 6:3, 7:4, 2:7, 4:3 (2ОТ), 5:3          |
| Фінал конференції       | Н3       | Торонто Мейпл Ліфс | 4 : 3             | 1:4, 3:2, 4:2, 2:4, 2:3 (ОТ), 5:4 (ОТ), 5:4 |

| Східна конференція      |          |                    |                   |                                             |
| Стадія                  | Суперник | Суперник           | Загальний рахунок | Результати матчів                           |
| Чвертьфінал конференції | А2       | Квебек Нордікс     | 4 : 2             | 2:3 (ОТ), 1:4, 2:1 (ОТ), 3:2, 5:4 (ОТ), 6:2 |
| Півфінал конференції    | А4       | Баффало Сейбрс     | 4 : 0             | 4:3, 4:3 (ОТ), 4:3 (ОТ), 4:3 (ОТ)           |
| Фінал конференції       | П3       | Нью-Йорк Айлендерс | 4 : 1             | 4:1, 4:3 (2ОТ), 2:1 (ОТ), 1:4, 5:2          |

## Арени
| Лос-Анджелес        | Грейт Вестерн-Форум Монреаль-Форумclass=notpageimage\| Арени фіналу Кубка Стенлі 1993 | Монреаль          |
| Грейт Вестерн-Форум | Грейт Вестерн-Форум Монреаль-Форумclass=notpageimage\| Арени фіналу Кубка Стенлі 1993 | Монреаль-Форум    |
| Місткість: 16 005   | Грейт Вестерн-Форум Монреаль-Форумclass=notpageimage\| Арени фіналу Кубка Стенлі 1993 | Місткість: 17 959 |
|                     | Грейт Вестерн-Форум Монреаль-Форумclass=notpageimage\| Арени фіналу Кубка Стенлі 1993 |                   |

## Серія
| 1 червня 1993 | Монреаль Канадієнс | 1 : 4 (1:1, 0:1, 0:2) | Лос-Анджелес Кінгс | Монреаль-Форум, Монреаль |

| Протокол         | Протокол                 | Протокол                                                                        | Протокол    | Протокол |
| ---------------- | ------------------------ | ------------------------------------------------------------------------------- | ----------- | -------- |
|                  | Патрік Руа (00:00-59:32) | Голкіпери                                                                       | Келлі Груді |          |
| Ед Ронан (18:09) |                          | Люк Робітайл (03:03) Люк Робітайл (37:41) Ярі Куррі (41:51) Вейн Грецкі (58:02) |             |          |
| 18 хв.           | Вилучення                | 16 хв.                                                                          |             |          |
| 32               | Кидки                    | 38                                                                              |             |          |

| 3 червня 1993 | Монреаль Канадієнс | 3 : 1 (ОТ) (1:0, 0:1, 1:1, 1:0) | Лос-Анджелес Кінгс | Монреаль-Форум |

| Протокол                                                          | Протокол                 | Протокол                                | Протокол    | Протокол |
| ----------------------------------------------------------------- | ------------------------ | --------------------------------------- | ----------- | -------- |
|                                                                   | Патрік Руа (00:00-60:19) | Голкіпери                               | Келлі Груді |          |
| Ерік Дежарден (18:31) Ерік Дежарден (58:47) Ерік Дежарден (60:51) |                          | Дейв Тейлор (25:12) Пат Конахер (48:32) |             |          |
| 22 хв.                                                            | Вилучення                | 32 хв.                                  |             |          |
| 41                                                                | Кидки                    | 24                                      |             |          |

| 5 червня 1993 | Лос-Анджелес Кінгс | 3 : 4 (ОТ) (0:1, 3:2, 0:0, 0:1) | Монреаль Канадієнс | Грейт Вестерн-Форум, Лос-Анджелес |

| Протокол                                                      | Протокол    | Протокол                                                                               | Протокол   | Протокол |
| ------------------------------------------------------------- | ----------- | -------------------------------------------------------------------------------------- | ---------- | -------- |
|                                                               | Келлі Груді | Голкіпери                                                                              | Патрік Руа |          |
| Люк Робітайл (27:52) Тоні Гранато (31:02) Вейн Грецкі (37:07) |             | Браян Беллоуз (10:26) Гільберт Дайон (22:41) Метью Шнайдер (23:02) Джон Леклер (60:34) |            |          |
| 10 хв.                                                        | Вилучення   | 12 хв.                                                                                 |            |          |
| 33                                                            | Кидки       | 36                                                                                     |            |          |

| 7 червня 1993 | Лос-Анджелес Кінгс | 2 : 3 (ОТ) (0:1, 2:1, 0:0, 0:1) | Монреаль Канадієнс | Грейт Вестерн-Форум |

| Протокол                                      | Протокол    | Протокол                                                       | Протокол   | Протокол |
| --------------------------------------------- | ----------- | -------------------------------------------------------------- | ---------- | -------- |
|                                               | Келлі Груді | Голкіпери                                                      | Патрік Руа |          |
| Майк Доннеллі (26:33) Марті Мак-Сорлі (49:55) |             | Кірк Маллер (10:57) Венсан Дамфусс (25:24) Джон Леклер (74:37) |            |          |
| 24 хв.                                        | Вилучення   | 14 хв.                                                         |            |          |
| 42                                            | Кидки       | 39                                                             |            |          |

| 9 червня 1993 | Монреаль Канадієнс | 4 : 1 (1:0, 2:1, 1:0) | Лос-Анджелес Кінгс | Монреаль-Форум |

| Протокол                                                                          | Протокол   | Протокол                | Протокол                  | Протокол |
| --------------------------------------------------------------------------------- | ---------- | ----------------------- | ------------------------- | -------- |
|                                                                                   | Патрік Руа | Голкіпери               | Келлі Груді (00:00-59:43) |          |
| Пол ДіП'єтро (15:10) Кірк Маллер (23:51) Стефан Лебо (31:31) Пол ДіП'єтро (52:06) |            | Марті Мак-Сорлі (22:40) |                           |          |
| 10 хв.                                                                            | Вилучення  | 8 хв.                   |                           |          |
| 29                                                                                | Кидки      | 19                      |                           |          |

| Володар Кубка Стенлі 1993                   |
| ------------------------------------------- |
| Монреаль Канадієнс двадцять четвертий титул |

## Володарі Кубка Стенлі
| Володарі Кубка Стенлі «Монреаль Канадієнс» | Воротарі: Патрік Руа, Андре Раско Захисники: Роб Ремедж, Метью Шнайдер, Кевін Голлер, Лайл Оделайн, Ерік Дежарден, Дональд Дюфрен, Шон Гілл, Патріс Брізбуа, Жан-Жак Дайно Нападники: Гі Карбонно (К), Пол ДіП'єтро, Дені Савар, Венсан Дамфусс, Джессі Белангер, Стефан Лебо, Кірк Маллер, Майк Кін, Джон Леклер, Бенуа Брюне, Браян Беллоуз, Гері Лімен, Ед Ронан, Маріо Роберж, Тодд Юен, Гільберт Дайон Головний тренер: Жак Деймерс Генеральний менеджер: Серж Савар |